# Nowokijewskij Uwał
Nowokijewskij Uwał (ros. Новокиевский Увал) – wieś (sieło) w Rosji, w obwodzie amurskim, ośrodek administracyjny rejonu mazanowskiego. W 2010 liczyła 4315 mieszkańców.